# Resolució 2128 del Consell de Seguretat de les Nacions Unides
La Resolució 2128 del Consell de Seguretat de les Nacions Unides fou adoptada per unanimitat el 10 de desembre de 2013. El Consell va ampliar un any les sancions contra Libèria i el mandat del grup d'experts que investigava l'embargament d'armes al país.

## Observacions
El 26 de setembre de 2013, el Tribunal Especial de Sierra Leone va confirmar la condemna de Charles Ghankay Taylor per crims de guerra. El Regne Unit estava preparat per empresonar-lo.
El Consell va assenyalar que tot i que Libèria seguia avançant, encara no podia permetre a l'exèrcit, la policia i els costums del país protegir la població després de la retirada de la Missió de les Nacions Unides a Libèria (UNMIL). La situació al país es mantenia fràgil.
També va assenyalar que calia millorar la gestió i protecció dels recursos naturals de Libèria per maximitzar els rendiments socials i econòmics de la població. El govern havia d'afirmar-se a tot el país, i especialment a les ciutats, les fronteres i a les mines d'or i diamants.

## Actes
Les sancions financeres imposades per la Resolució 1532 (2004) es mantenien vigents. Les restriccions de viatge i l'embargament d'armes imposat a la Resolució 1521 (2003) es van ampliar per dotze mesos.
El comitè que supervisar l'embargament tenia 90 dies per comprovar tots els noms de la llista de sancions i eliminar aquells que ja no complien els criteris. El propi Consell de Seguretat examinaria les sancions en un termini de sis mesos i, possiblement, les aixecaria totalment o parcialment. El mandat del grup d'experts que investigava el comerç il·legal d'armes a Libèria també es va ampliar per un any i es va limitar a dos membres.